# Tom Van Arsdale
Thomas Arthur "Tom" Van Arsdale (nacido el 22 de febrero de 1943 en Indianápolis, Indiana) es un exjugador de baloncesto estadounidense que disputó 12 temporadas en la NBA. Con 1,93 metros de altura, jugaba en la posición de escolta. Es hermano gemelo idéntico de Dick Van Arsdale, otro exjugador profesional de baloncesto.

## Trayectoria deportiva

### Universidad
Jugó durante 4 temporadas con los Hoosiers de la Universidad de Indiana, donde fue elegido All-American e incluido en una ocasión en el mejor quinteto de la Big Ten Conference. En el total de su carrera colegial promedió 17,4 puntos y 10 rebotes por partido. Fue incluido en el Salón de la Fama del Estado de Indiana.

### Profesional
Fue elegido en el puesto 14 de la segunda ronda del Draft de la NBA de 1965 por Detroit Pistons, justo por detrás de su hermano Dick, que fue elegido por New York Knicks. Comenzó a mostras sus cualidades en su primera temporada, promediando 10,5 puntos, 3,9 rebotes y 2,6 asistencias por partido, lo que le hizo merecedor de ser incluido en el Mejor quinteto de rookies de la NBA. Tras dos años y medio en Detroit, mediada la temporada 1967-68 fue traspasado a Cincinnati Royals, donde jugaría los mejores años de su carrera profesional. En los cuatro años que permaneció en los Royals, promedió más de 20 puntos por partido, siendo elegido en tres ocasiones para disputar el All-Star Game de la NBA, en 1970, 1971 y 1972.
En la temporada 1972-73 es traspasado a Kansas City-Omaha Kings, y a partir de ahí inicia un periplo por diferentes equipos de la liga profesional, que le llevaría a jugar en los Philadelphia 76ers, Atlanta Hawks y Phoenix Suns, promediando siempre (salvo en su última temporada) más de 10 puntos por partido. Precisamente en esa última temporada en los Suns fue la única que coincidió con su hermano Dick, retirándose ambos al finalizar la misma.
En sus 12 temporadas como profesional promedió 15,3 puntos, 4,2 rebotes y 2,2 asistencias por partido.

## Estadísticas de su carrera en la NBA

### Temporada regular
| Año      | Equipo            | PJ  | PT | MPP  | %TC  | %3P | %TL  | RPP | APP | ROB | TPP | PPP  |
| -------- | ----------------- | --- | -- | ---- | ---- | --- | ---- | --- | --- | --- | --- | ---- |
| 1965-66  | Detroit           | 79  | –  | 25.8 | .374 | –   | .721 | 3.9 | 2.6 | –   | –   | 10.5 |
| 1966-67  | Detroit           | 79  | –  | 27.0 | .391 | –   | .784 | 4.3 | 2.4 | –   | –   | 12.2 |
| 1967-68  | Detroit           | 50  | –  | 16.6 | .371 | –   | .743 | 2.6 | 1.6 | –   | –   | 6.6  |
| 1967-68  | Cincinnati        | 27  | –  | 25.3 | .408 | –   | .750 | 3.4 | 2.8 | –   | –   | 10.4 |
| 1968-69  | Cincinnati        | 77  | –  | 39.7 | .444 | –   | .747 | 4.6 | 2.7 | –   | –   | 19.4 |
| 1969-70  | Cincinnati        | 71  | –  | 35.8 | .451 | –   | .774 | 6.5 | 2.2 | –   | –   | 22.8 |
| 1970-71  | Cincinnati        | 82  | –  | 38.4 | .456 | –   | .721 | 6.1 | 2.2 | –   | –   | 22.9 |
| 1971-72  | Cincinnati        | 73  | –  | 35.6 | .456 | –   | .755 | 4.8 | 2.7 | –   | –   | 19.2 |
| 1972-73  | Kansas City–Omaha | 49  | –  | 26.2 | .457 | –   | .786 | 3.5 | 1.8 | –   | –   | 12.4 |
| 1972-73  | Philadelphia      | 30  | –  | 34.3 | .393 | –   | .833 | 6.2 | 2.1 | –   | –   | 17.7 |
| 1973-74  | Philadelphia      | 78  | –  | 39.0 | .428 | –   | .851 | 5.0 | 2.6 | 0.8 | 0.0 | 19.6 |
| 1974-75  | Philadelphia      | 9   | –  | 30.3 | .422 | –   | .683 | 3.2 | 1.8 | 1.4 | 0.0 | 14.0 |
| 1974-75  | Atlanta           | 73  | –  | 35.2 | .429 | –   | .768 | 3.4 | 2.8 | 1.1 | 0.0 | 18.9 |
| 1975-76  | Atlanta           | 75  | –  | 27.0 | .441 | –   | .759 | 2.5 | 1.9 | 0.8 | 0.1 | 10.9 |
| 1976-77  | Phoenix           | 77  | –  | 18.5 | .433 | –   | .703 | 2.4 | 0.9 | 0.3 | 0.0 | 5.8  |
| Total    | Total             | 929 | –  | 30.9 | .431 | –   | .762 | 4.5 | 2.2 | 0.7 | 0.1 | 15.3 |
| All-Star | All-Star          | 3   | 0  | 7.7  | .375 | –   | .333 | 1.0 | 0.7 | –   | –   | 4.3  |

## Curiosidades
- En sus cuatro temporadas como jugador universitario en Indiana, consiguió anotar en total 12 puntos más que su hermano Dick, promediando exactamente el mismo número de rebotes, 10,0.[1]
- Los dos hermanos fueron incluidos en el mejor quinteto de rookies de la NBA, y los dos disputaron en tres ocasiones el All Star Game, coincidiendo en dos de ellos.
- Tiene el dudoso honor de tener el récord de más partidos disputados en una fase regular sin haber jugado jamás un partido de playoffs, con 929.
- Es también el jugador que más puntos ha conseguido en toda una carrera profesional sin haber disputado jamás un partido de playoffs, con 14.232.